# Нові Бураси
Нові Бураси  — селище міського типу (з 1968) в Росії, муніципальне утворення у складі Новобураський район Саратовської області. Розташований на півночі області біля витоків річки Мала Ведмедиця.
Населення — 5826 осіб.

## Історія
Село Нові Бураси заснували в 1777 році жителі з Бураської Слободи (нині село Старі Бураси). В 1859 році село вперше згадується в «Списках населених місць Саратовської губернії». В селі налічувалося 539 дворів з населенням 3,9 тис. осіб.
В 1886 році, поруч з селом (за 10 км.), Пройшла залізнична гілка Аткарськ — ольськ. Була закладена залізнична станція Бураси. Назва відображала місце розташування станції між селами Старі і Нові Бураси.
До 1917 року в Нових Бурасах налічувалося 1216 дворів, діяла церква, три школи — церковно-приходська, земська і міністерська, поштова контора, ветеринарна лікарня.
24 липня 1928 році, на базі 8 довколишніх волостей: Новобураської, Тепловської, Лоховської, Грем'яченської, Кутінської, Ключевської, Мар'їно-Лашмінської і Елшанської створюється Новобураський район з центром в селі Нові Бураси.
У 1932–1933 роках село і район сильно постраждали від голоду, що охопив тоді все Поволжя.
23 лютого 1968 року село Нові Бураси, рішенням облвиконкому було перетворене в селище міського типу.

## Відомі люди
У Нових Бурасах народився Бочкарьов Михайло Степанович (1904–1974) — Герой Радянського Союзу.